# 毛茛目
毛茛目（学名：Ranunculales） 在植物分類學上是位於真双子叶植物分支較原始的一個目。
本目包括了下列幾個科：
- 小檗科 Berberidaceae
- 星叶草科 Circaeasteraceae
[+ 獨葉草科 Kingdoniaceae]
- 領春木科 Eupteleaceae
- 木通科 Lardizabalaceae
- 防己科 Menispermaceae
- 罌粟科 Papaveraceae
[+ 荷包牡丹科（紫堇科） Fumariaceae]
[+ 蕨葉草科 Pteridophyllaceae]
- 毛茛科 Ranunculaceae

在以前的《克朗奎斯特分类法》中，本目不包括領春木科，而且罌粟科、荷包牡丹科（紫堇科）和蕨葉草科分属于其他目。